# Liocranum remotum
Liocranum remotum är en spindelart som beskrevs av Bryant 1940. Liocranum remotum ingår i släktet Liocranum och familjen månspindlar.
Artens utbredningsområde är Kuba. Inga underarter finns listade i Catalogue of Life.